# Александру, Константин
Константин Александру (рум. Constantin Alexandru; 15 декабря 1953, Констанца, Констанца — 10 августа 2014) — румынский борец греко-римского стиля, призёр Олимпийских игр, чемпион мира и Европы.

## Спортивная карьера
Родился в Констанце.
В 1974 году стал чемпионом Европы и серебряным призёром чемпионата мира. В 1975 году вновь стал чемпионом Европы. В 1976 году принял участие в Олимпийских играх в Монреале, но не завоевал там наград, зато стал серебряным призёром чемпионата Европы. В 1977 году вновь стал чемпионом Европы. В 1978 году стал чемпионом мира и Европы, в 1979 году повторил этот результат. В 1980 году стал серебряным призёром Олимпийских игр в Москве.